# Metoda comparației istorice
Metoda comparației istorice este o metodă a științelor sociale în cadrul căreia diferite evenimente sau fenomene istorice sunt comparate cu intenția de a detecta tipare sau explicații sociale valide dincolo de condițiile spațio-temporale în care acestea au avut loc. Teoria comparației se poate aplica prin comparația strictă între două sau mai multe evenimente istorice sau cu cele contemporane.